# Поспілково
Поспі́лково (рос. Поспелково) — селище у складі Сєровського міського округу Свердловської області.
Населення — 11 осіб (2010, 20 у 2002).
Національний склад населення станом на 2002 рік: росіяни — 90 %.